# Achmad Hasyim Muzadi

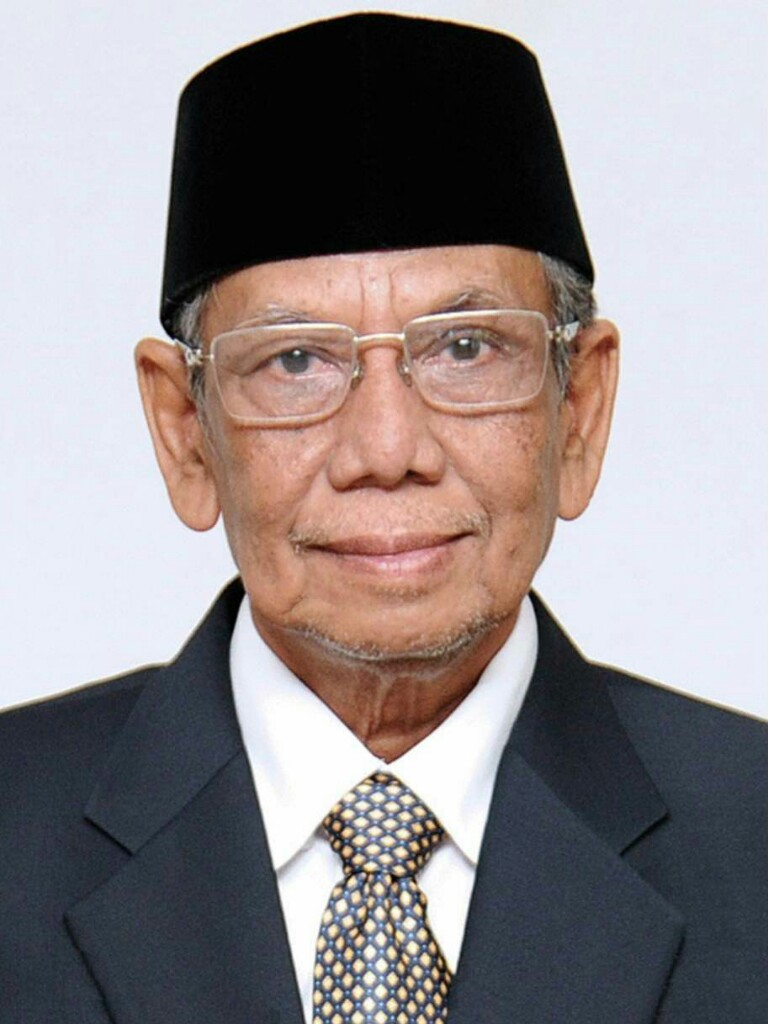
Hasyim Muzadi

Achmad Hasyim Muzadi (* 8. August 1944 in Tuban, Ostjava; † 16. März 2017 in Malang, Ostjava) war ein einflussreicher indonesischer Politiker. Er war der Vorsitzende (tanfidziyah) des Central Board der Nahdlatul Ulama (NU), der größten islamischen Organisation in Indonesien, sein Nachfolger war Said Aqil Siradj.
Bei den indonesischen Präsidentschaftswahlen 2004 erhielten Megawati Sukarnoputri und Hasyim Muzadi 26,2 % der Stimmen, verloren aber in der zweiten Runde gegen Susilo Bambang Yudhoyono und Jusuf Kalla. 2006 gehörte er zu den Unterzeichnern eines offenen Briefs islamischer Gelehrter an Papst Benedikt XVI. nach dessen Regensburger Rede.